# A Ram Sam Sam
„A Ram Sam Sam” este un joc și cântec popular pentru copii originar din Maroc, adus în Israel de către imigranți în anii 1950. În anumite înregistrări ulterioare au fost folosite alte variante, precum "Aram" în loc de "A Ram" și "Zam Zam" în loc de "Sam Sam".

## Versuri și mișcări
Versurile melodiei sunt de obicei:
A ram sam sam, a ram sam sam
Guli guli guli guli guli ram sam sam
A ram sam sam, a ram sam sam
Guli guli guli guli guli ram sam sam
A rafiq, a rafiq
Guli guli guli guli guli ram sam sam
A rafiq, a rafiq
Guli guli guli guli guli ram sam sam
Atunci când nu este jucat ca un joc, acest cântec poate fi, de asemenea, (și foarte des) cântat ca un canon perpetuu.
Jocul este jucat de un grup de copii. Melodia este cântată de lider, iar participanții trebuie să efectueze mai multe acțiuni în când se ajunge la un anumit vers:
- A ram sam sam - cu pumnii strânși, dreapta peste stânga, apoi stânga peste dreapta.
- Guli guli - trageți mâinile în afară ca pentru o îmbrățișare
- Un rafiq - învârtiți arătătorul de fiecare parte a capului (ca și cum cineva este nebun), încheind cu degetele îndreptate în sus.

O versiune a piesei cântată de grupul folk The Spinners, care a susținut că au învățat cântecul de la un cântăreț israelian și că versurile ar fi în limba Aramaică, a avut următoarele versuri:
Aram sa-sa, aram sa-sa,
Galli galli galli galli galli galli ram ra-sa. (2x)
Arami, arami,
Galli galli galli galli galli galli ram ra-sa. (2x)
Traducerea oferită de ei ar fi  "urcă-te pe cal și depărtează-te în galop". Atunci când interpretau piesa, grupul implica spectatorii, împărțind publicul în două jumătăți și încurajându-i să-l cânte ca un canon perpetuu.